# 布克滕

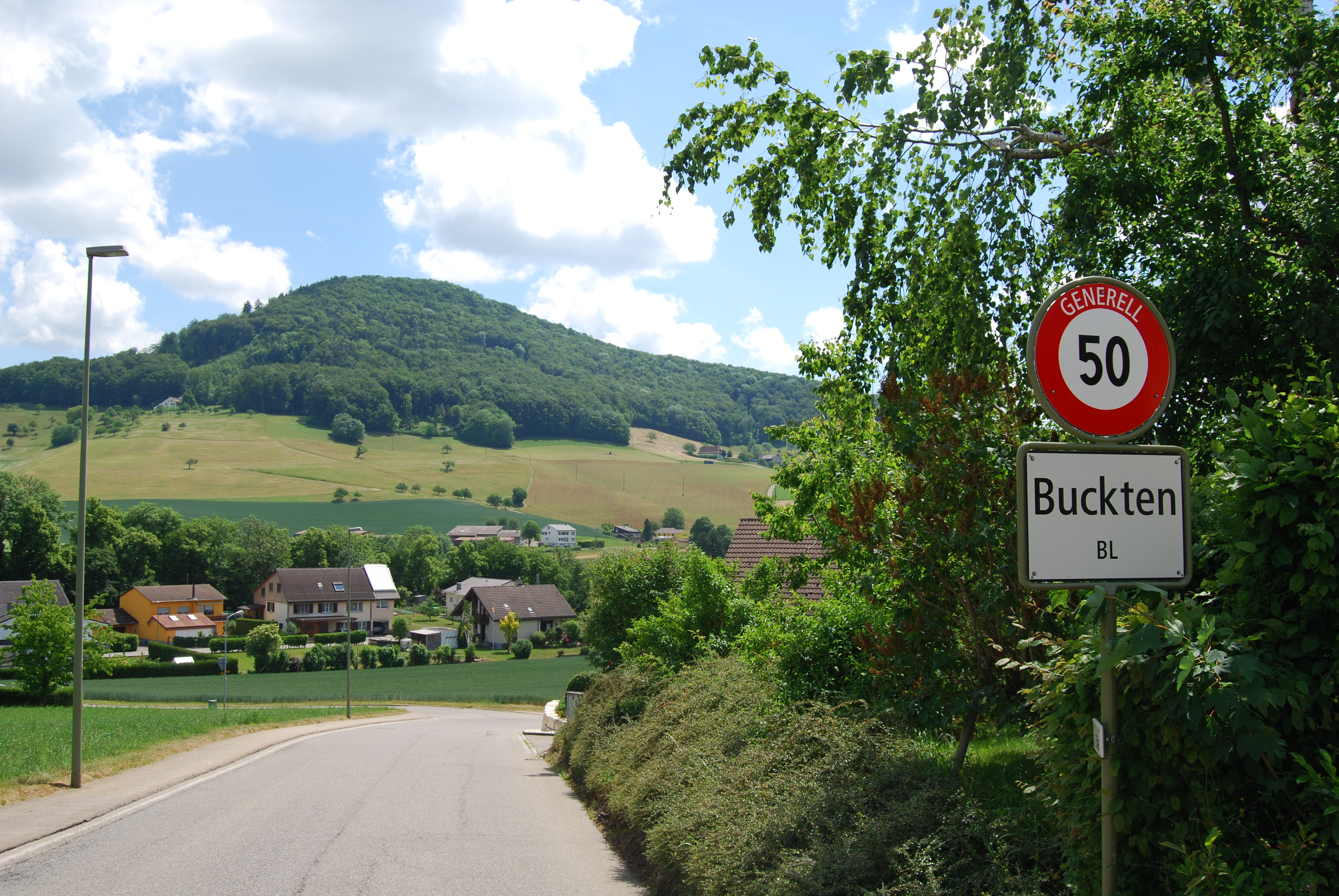

布克滕是瑞士的城鎮，位於該國北部，由巴塞爾鄉村州負責管轄，面積1.99平方公里，海拔高度480米，2012年人口690，六成半人口信奉基督教，人口密度每平方公里347人。

## 外部連結
- Official website （页面存档备份，存于） （德文）